# Condado de Almenara

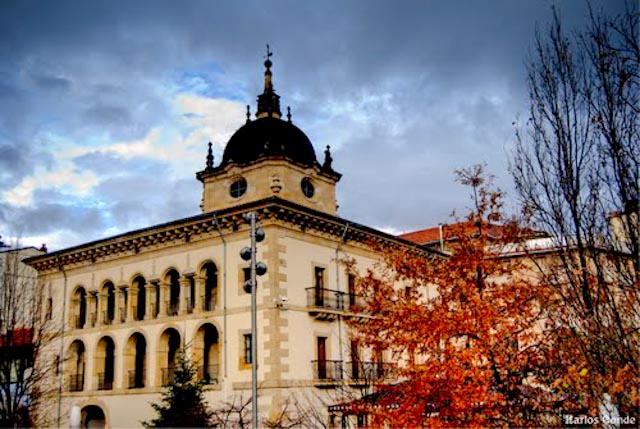
Palacio de los condes de Almenara, marqueses de Valde-Espina, en Ermua (Vizcaya).

El condado de Almenara es un título nobiliario español creado en fecha desconocida de 1447 por el rey Alfonso V de Aragón en Sicilia a favor de Juan de Próxita y Centelles, VI señor de Almenara, camarlengo del rey. Reconocido como título del Reino de Aragón por el rey Fernando II de Aragón en fecha desconocida de 1483.

## Antecedentes
El condado de Almenara se otorgó sobre el señorío de Almenara, cuyo primer señor fue Francisco de Prócida (m. 1327/1328), de origen napolitano, hijo de Giovanni III da Procida, a quien Jaime II de Aragón vendió este señorío, con su castillo, villa y aldeas, en 1292 por 220.000 sueldos jaqueses.

## Denominación
Su denominación hace referencia a la localidad de Almenara en la provincia de Castellón.

## Señores de Almenara
|                                  | Titular                          | Periodo                          |
| Vendido por Jaime II de Aragón a | Vendido por Jaime II de Aragón a | Vendido por Jaime II de Aragón a |
| -------------------------------- | -------------------------------- | -------------------------------- |
| I                                | Francisco de Prócida             | 1292-1327                        |
| II                               | Constanza de Prócida y Vidaurre  | 1327-1342                        |
| III                              | Olfo de Próxida y Piletta        | 1342-1381                        |
| IV                               | Nicolás de Próxida y Carros      | 1381-1399                        |
| V                                | Olfo de Próxita y Centelles      | 1399-1425                        |
| VI                               | Juan de Próxita y Centelles      | 1425-1447                        |

## Historia de los señores de Almenara
- Francisco de Prócida (1292-1327). Hijo de Giovanni III da Procida y de su primera esposa. I señor de Almenara por venta del rey Jaime II de Aragón del castillo y villa y aldeas de Almenara en 1292 por 220.000 sueldos valencianos. Siguió a su padre a Roma y lo ayudó hasta su vejez. Rechazó generosamente los bienes de la primogenitura y se trasladó a Aragón.

1. Casado con María de Vidaurre. Tras la muerte de su hijo Tomás de Prócida y Vidaurre, le sucedió su hija:

- Constanza de Prócida y Vidaurre (m. 1342), II señora de Almenara. Heredera del 50% del señorío. El otro 50 % lo heredan los descendientes de Tomás de Prócida, hermano de Francisco, señor de Procida en Nápoles, que no toman posesión (1334-1342). La corona toma posesión del 50% de los herederos de Tomás de Próxida en la persona del infante Ramón Berenguer. Le sucedió:

- Olfo (Atenulfo) de Próxida y Piletta (m. 1381), III señor de Almenara, señor de Ischia, Procida y Capri en 1334. Hijo de Giovanni IV da Procida, señor de Ischia, Procida y Capri en 1321, y de su esposa Giovanna Piletta. Recuperó sus derechos como nieto paterno de Tomás de Prócida (m. mayo de 1321), hermano de Francisco de Prócida, I señor de Almenara, señor de Ischia, Procida y Capri, caballero, sirviente y familiar de Carlos II de Nápoles y Roberto I de Nápoles, que obtuvo gran parte de los bienes de su padre de Carlos II de Nápoles, pero a cambio le sirvió en las guerras entre 1299-1302 contra los aragoneses y en Albania, y de su primera esposa Isolda, y compra el resto a Constanza de Prócida y Vidaurre, II señora de Almenara. Vendió sus bienes el 21 de marzo de 1340 a Marino Cossa o Salvacossa, y luego se trasladó a España, a Valencia, donde generó una rama noble. Noble valenciano del siglo XIV, el más ilustre de la rama española, trabajó en el campo militar y marítimo, estuvo al servicio de Pedro IV de Aragón, participó en la expedición de Cerdeña en 1354 y en 1364 dirigió la flota que debía levantar el bloqueo de Valencia, sitiada por la armada castellana de Pedro I de Castilla.

1. Casado con Estefanía de Carros y Palau. Le sucedió su hijo:

- Nicolás de Próxida y Carros (m. 1399), IV señor de Almenara, gobernador de Oriola.

1. Casado con Elvira de Centelles y Vilanova, hija de Gilabert de Centelles (m. 1368), señor de Centelles, y de su esposa (1333) Toda de Vilanova. Le sucedió su hijo:

- Olfo de Próxita y Centelles (m. 1425), V señor de Almenara.

1. Casó en primeras nupcias con Margarita de Bellera y en segundas nupcias, en 1407, con su prima Catalina de Vilanova. Le sucedió su hermano:

- Juan de Próxita y Centelles (m. 1449), VI señor y I conde de Almenara (como título siciliano), I conde de Aversa, en Nápoles.

1. Casó con Isabel de Calatayud o de Ribelles.

## Condes de Almenara
|                                  | Titular                                                   | Periodo                          |
| Creación por Alfonso V de Aragón | Creación por Alfonso V de Aragón                          | Creación por Alfonso V de Aragón |
| -------------------------------- | --------------------------------------------------------- | -------------------------------- |
| I                                | Juan de Próxita y Centelles                               | 1447-1449                        |
| II                               | Nicolás de Próxita y Ribelles                             | 1449-1481                        |
| III                              | Juan Francisco de Próxita y Centelles                     | 1481-1511                        |
| IV                               | Gaspar de Próxita y de Vives Boil                         | 1511-1536                        |
| V                                | Fernando de Próxita y Milá de Aragón                      | 1536-1574                        |
| VI                               | Gaspar de Próxita y Milá de Aragón                        | 1574-1577                        |
| VII                              | Ángela de Próxita y de la Cerda                           | 1577-1583                        |
| VIII                             | Luisa de Próxita y de la Cerda                            | 1583-1596                        |
| IX                               | José de Próxita y Borja                                   | 1596-1633                        |
| X                                | Luis Ferrer de Próxita y Calatayud                        | 1633-1662                        |
| XI                               | José Gaspar Ferrer de Próxita y Sanz                      | 1662-1663                        |
| XII                              | María Antonia Ferrer de Próxita y Rocafull                | 1663-                            |
| XIII                             | Luis Ferrer de Próxita y Aragón Apiano                    | -1694                            |
| XIV                              | Joseph Antonio Ferrer de Próxita y Castelví               | 1694-1726                        |
| XV                               | Joaquín Zapata de Calatayud y Ferrer de Próxita           | 1726-1736                        |
| XVI                              | Vicente Pascual Zapata de Calatayud y Ferrer de Próxita   | 1736-                            |
| XVII                             | Vicente Pascual Vázquez de Coronado y Ferrer de Próxita   | -1772                            |
| XVIII                            | Joaquín Esteban Ferrer de Próxita y Pinós                 | 1772-1783                        |
| XIX                              | Francisco de Asís Ferrer de Próxita y Crespí de Valldaura | 1783-1829                        |
| XX                               | María Vicenta Ferrer de Próxita y Crespí de Valdaura      | 1829-1848                        |
| XXI                              | Pedro Pascual Vives de Cañamás y Sánchez-Muñoz            | 1848-1851                        |
| XXII                             | Luis Vives de Cañamás y Sánchez-Salvador                  | 1851-1883                        |
| Rehabilitación por Alfonso XIII  |                                                           |                                  |
| XXIII                            | Ignacio de Orbe y Vives de Cañamás                        | 1916-1969                        |
| XXIV                             | Vicente Ferrer de Orbe y Piñes                            | 1973-2008                        |
| XXV                              | Antonio María de Orbe y Murúa                             | 2008-actual titular              |

## Historia de los condes de Almenara
- Juan de Próxita y Centelles (m. 1449), VI señor y "I conde de Almenara" (como título siciliano), I conde de Aversa, en Nápoles.

1. Casó con Isabel de Calatayud o de Ribelles. Le sucedió su hijo:

- Nicolás de Próxita y Ribelles (m. 1481), II conde de Almenara.

1. Casó con Leonor de Castellet y Centelles. Le sucedió su hijo:

- Juan Francisco de Próxita y Centelles (m. 1511), III conde de Almenara.

1. Casó con Beatriz de Vives Boil. Le sucedió su hijo:

- Gaspar de Próxita y de Vives Boil (m. 1536), IV conde de Almenara.

1. Casó con Catalina de Milá de Aragón, hija del I conde de Albayda, con descendencia.

- Fernando de Próxita y Milá de Aragón (c. 1503 - 25 de octubre de 1574), V conde de Almenara.

1. Casó primera vez con su prima Ángela Milá de Aragón[a] con quien tuvo a su heredero Gaspar, aunque tras un pleito derivado sobre la donación del patrimonio familiar por su boda contrajo segundas nupcias en el 1561 con Magdalena Clara de Borja y Castro Pinós (1535-1601), III marquesa de Navarrés, con descendencia, incluyendo a José de Próxita y Borja, IX conde de Almenara, Juan de Próxita y Borja, soldado que participó en la expulsión de los moriscos y que falleció en el 1615 sin hijos[b] e Isabel de Próxita y Borja, esposa de su primo Juan Bautista Pujades de Borja, IV barón de Anna, con descendencia.[2] Le sucedió su hijo primogénito:

- Gaspar de Próxita y Milá de Aragón El Moderno (c. 1516-1577) VI conde de Almenara[3]

1. Casó con Marquesa Gil de la Cerda, hermana del I  en junio del 1551 con quien tuvo a Ángela de Próxita y de la Cerda y de Luisa de Próxita y de la Cerda, VII y VIII condesas de Almenara. Le sucedió su hija mayor:

- Ángela de Próxita y de la Cerda, VII condesa de Almenara

1. No contrajo matrimonio y le sucedió su hermana Luisa.[4]

- Luisa de Próxita y de la Cerda, (¿?-1599) VIII condesa de Almenara, murió asesinada junto con su amante Jerónimo Artés de Albanell y Carroz por su marido, razón por la que fue exiliado durante un tiempo.[5]

1. Casó en el 1581 con Juan Ferrer de Calatayud. Debido a la reclamación por su tío de los títulos según el vínculo del V conde, este le sucedió en el título en el año 1596.

- José de Próxita y Borja, (¿?-1633) IX conde de Almenara, IV marqués de Navarrés y señor de la Llosa. Ejerció cargos de Diputado Valenciano y fue confirmador en las Cortes de Monzón del 1626.

1. Contrajo matrimonio con Francisca Ferrer[c] de Calatayud, hija del Señor de la Torreta, con quien no tuvo hijos por lo que le sucedió su sobrino-nieto:

- Luis Ferrer de Próxita y Calatayud, caballero de Montesa, (c.1616-1694) X conde de Almenara, gobernador de Orihuela

1. Casó con Isabel Sanz de Frígola con quien tuvo dos hijos; Gerardo Ferrer de Próxita y Sanz que fue caballero de Calatrava sucediéndole en la gobernación de Orihuela, y su heredero José Ferrer de Próxita.

- José Gaspar Ferrer de Próxita y Sanz, (c.1616- 27 de enero de 1663) XI conde de Almenara.

1. Casó en primeras nupcias el  28 de diciembre de 1644 con Jerónima Rocafull, con quien tuvo a José de Próxita, que murió siendo un niño y doña María Antonia de Próxita, su heredera y tras su muerte el 21 de julio del 1654 contrajo segundas nupcias el 23 de diciembre de 1656 con Gerarda Fenollet y Cabanilles, no teniendo descendencia de este enlace. Le sucedió su hija de su primer matrimonio:

- María Antonia Ferrer de Próxita y Rocafull (1656-1693) XII condesa de Almenara, se vio envuelta en un pleito con su pariente el conde de Anna y su primo segundo Luis Ferrer de Próxita y Aragón Apiano[d] y que terminó perdiendo a favor del último el 30 de agosto de 1677.

1. Contrajo matrimonio con Jerónimo Ferrer, señor de Daymuz y Quartell, con quien tuvo a Jerónimo Antonio, Vicente Manuel y Manuel, quienes siguieron pleiteando por el título sucesivamente.[6]

- Luis Ferrer de Próxita y Aragón Apiano (c.1616-1694) XIII conde de Almenara. Fue caballero de la Orden de Montesa al igual que general de Artillería durante la Guerra Civil Catalana y posteriormente como Maese de Campo en la frontera portuguesa extemeña durante la Guerra de Restauración portuguesa.

1. Casó con Juana de Castelví y Asso,[e] hija de Álvaro de Castelví, comendador de Montesa, alcalde de Biar y de su mujer Silvia de Asso, señora de Antella con quien tuvo a su hijo y heredero José y a Isabel, que casó con Francisco de Silva y Vargas de Mendoza Silva y Abranches, XIII señor de la Higuera de Vargas aunque no tuvieron descendencia.

- José Antonio Ferrer de Próxita y Castelví (-1726) XIV conde de Almenara, señor de Quilches y Quart, comendador de Onda y caballero de la Orden de Montesa. Participó en los sitios de Peñíscola, Benicarló y Valencia.[7]

1. Contrajo matrimonio con Mariana de Calatayud y Zapata, hermana de Ximén Pérez de Calatayud, V conde del Real y de Villamonte, con quien tuvo tres hijas:
  1. Inés Ferrer de Próxita y Calatayud, que el 11 de julio del 1712 contrajo matrimonio con su tío Ximén Pérez de Calatayud con quien tuvo al heredero del condado, Vicente Pascual Zapata de Calatayud y Ferrer de Próxita. [8]
  2. Juana Ferrer de Próxita y Calatayud, casada con Juan Antonio Vázquez de Coronado, II marqués de Coquilla.
  3. Mariana Ferrer de Próxita y Calatayud, que murió soltera.

- Vicente Pascual Zapata de Calatayud y Ferrer de Próxita (-1766)[8] XV conde de Almenara. Heredó el condado de Almenara tras la muerte de su hermanastro pero debido a su prematura muerte en el 1766 le sucedió su primo, hijo de su tía Juana Ferrer de Próxita y Calatayud:

- Vicente Pascual Vázquez de Coronado y Ferrer de Próxita (1718-1772) XVI conde de Almenara entre otros títulos, falleció sin herederos y se hizo enterrar en la Iglesia de San Miguel Arcángel de Quart de les Valls. Le sucedió su pariente lejano Joaquín Esteban Ferrer de Próxita y Pinós, nieto de la XII condesa a través de su hijo Manuel Ferrer de Próxita y Ferrer.
- Joaquín Esteban Ferrer de Próxita y Pinós, XVII conde de Almenara y señor de Daimuz.

1. Contrajo matrimonio con Maria Antonia de Pinós y de Sacirera, hija del I marqués de Alentorn, le sucedió su primogénito:

- Joaquín Esteban Ferrer de Próxita y Pinós XVIII conde de Almenara

1. Contrajo matrimonio con María Manuela Crespí de Valldaura y Lezquina, hija de Cristóbal Crespí de Valldaura y Hurtado de Mendoza, VII conde de Serramagna, VI conde de Sumacárcer, X conde de Castrillo, XII conde de Orgaz, conde de Peñarroja, conde de Santa Olalla, XI barón de Callosa y de su mujer María de la Portería Lesquina y Gasca de Ribadeneira, V marquesa de la Vega de Boecillo. Le sucedió su hijo:

- Francisco de Asís Ferrer de Próxita y Crespí de Valldaura, XIX conde de Almenara. Murió sin hijos por lo que le sucedió su hermana:
- María Vicenta Ferrer de Próxita y Crespí de Valldaura, XX condesa de Almenara.

1. Contrajo matrimonio el 2 de abril de 1801 con el V duque de Montellano, Alonso de Solís-Wignacourt y Folch de Cardona, con quien no tuvo descendencia y por lo tanto el título pasó a manos de su sobrino segundo, nieto de su tía Maria Josefa Ferrer de Próxita y Pinós, casada con Juan Vives de Cañamás y Ferrer, V conde de Faura:

- Pedro Pascual Vives de Cañamás y Sánchez-Muñoz (-26 de agosto de 1851) XXI conde de Almenara,

1. Contrajo matrimonio con Ana Sánchez Salvador y Riba, señora de Huércemes y Cabeyuela con quien tuvo a su heredero:

- Pedro Pascual Vives de Cañamas y Sánchez Salvador (8 de marzo de 1814-23 de agosto de 1880) XXII conde de Almenara

1. Contrajo matrimonio en Valencia el 27 de abril de 1839 con María de la Luz Fernández Villamil y de la Gándara, el matrimonio tuvo tres hijos:
  1. Manuel Vives de Cañamás y Villamil, XI conde de Faura, que murió soltero en Madrid en 1910.
  2. María de la Concepción Vives de Cañamás y Villamil, que también falleció soltera.
  3. María Dolores Vives de Cañamás y Villamil (1 de enero de 1852 - 26 de agosto de 1910) que contrajo matrimonio con José María de Orbe y Gaytán de Ayala, V marqués de Valde-Espina y I vizconde carlista de Orbe, teniendo siete hijos en total, entre ellos el XXIII conde.[9]

Rehabilitado en 1916 por:
- Ignacio de Orbe y Vives de Cañamás (1890-1970), XXIII conde de Almenara, VI marqués de Valde-Espina, XI conde de Faura. Alfonso XIII rehabilitó el título en el 1916.[10]

1. Casó con María Teresa de Piñes y Roca de Togores. Le sucedió su hijo:

- Vicente de Orbe y Piñes, XXIV conde de Almenara.

1. Casó con María del Pilar Murúa y Lezama-Leguizamón. Le sucedió su hijo:

- Antonio María de Orbe y Murúa, XXV conde de Almenara.

1. Casó con Elena Isabel Retana y Ardanaz. Primogénito: Antonio María de Orbe y Retana.